# Bill Strum
William „Bill“ Charles Strum (* 16. April 1938 in Bemidji, Minnesota; † 28. August 2010 in Superior, Wisconsin) war ein US-amerikanischer Curler.
Sein internationales Debüt hatte Strum beim Vorgänger der Weltmeisterschaft, dem Scotch Cup 1965, in Perth, wo er die Goldmedaille gewann.
Strum war Ersatzspieler der US-amerikanischen Mannschaft bei den XV. Olympischen Winterspielen 1988 in Calgary und spielte als Lead bei den XVI. Olympischen Winterspielen 1992 in Nagano im Curling. Die Mannschaft belegte 1988 den fünften Platz und 1992 gewann das Team von Skip Raymond Somerville die olympische Bronzemedaille nach einem 9:2-Sieg im Spiel um den 3. Platz gegen Kanada um Skip Kevin Martin. Da Curling damals noch eine Demonstrationssportart war, besitzt die Medaille keinen offiziellen Status.

## Erfolge
- Weltmeister 1965, 1974, 1978
- 2. Platz Weltmeisterschaft 1969
- 3. Platz Olympische Winterspiele 1992 (Demonstrationswettbewerb)
- 3. Platz Weltmeisterschaft 1968